# Эбер, Анна

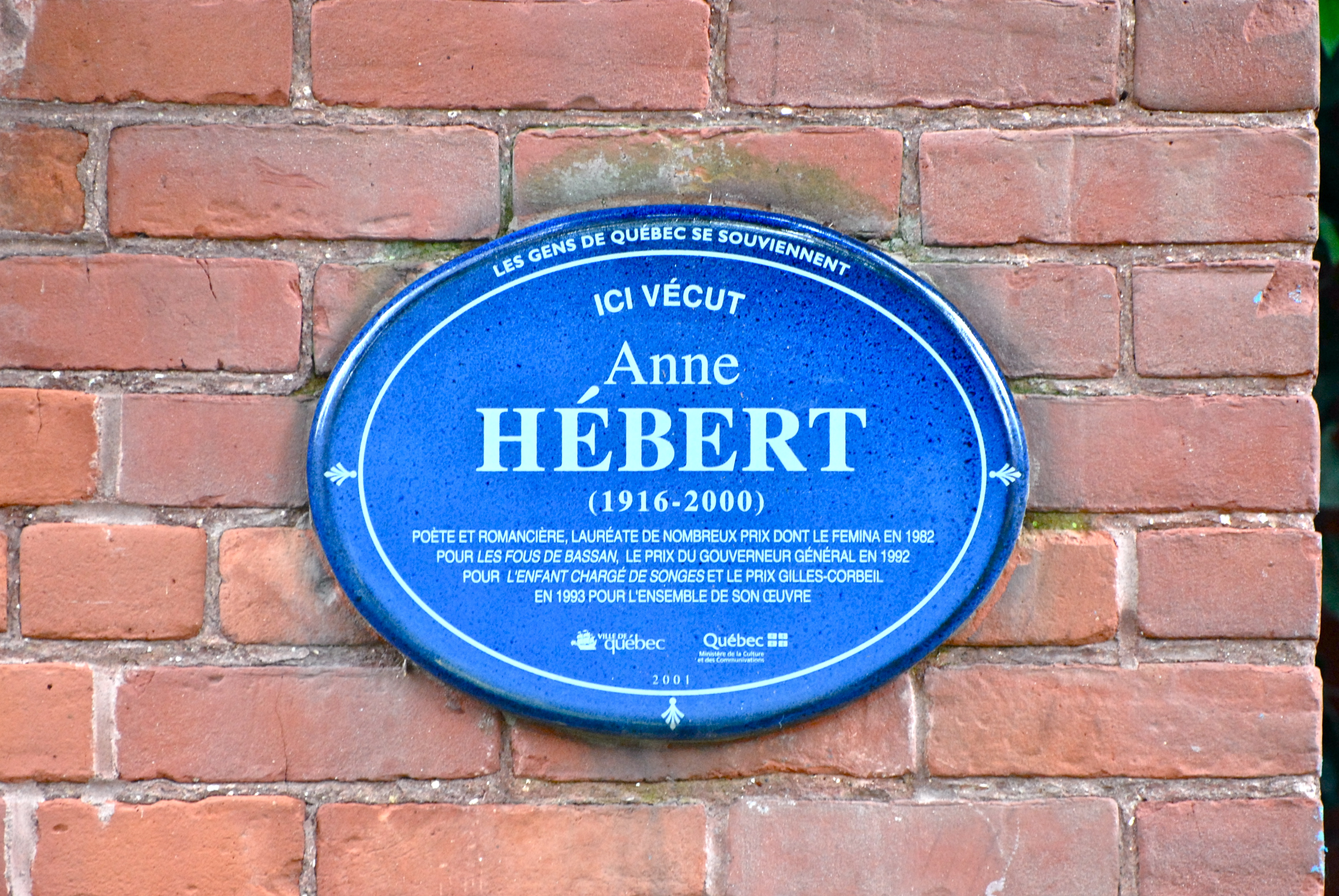
Памятная доска на доме в Квебеке, где жила писательница

Анна Эбе́р (фр. Anne Hébert, 1 августа 1916, Сент-Катрин-де-Фоссамбо, Квебек — 22 января 2000, Монреаль) — канадская поэтесса, прозаик, драматург, писавшая на французском языке.

## Биография
Дочь провинциального чиновника и известного литературного критика Мориса Ланг-Хеберта (1888-1960), по материнской линии восходила к первопоселенцам французской Канады, графам Камураска, эпизод из истории которых послужил основой её одноимённого историко-фантастического романа (1970). Её двоюродным братом был писатель Гектор де Сент-Дени Гарно.
Начала публиковаться в 1937 году. Книги стихов и «готической» прозы Анны Эбер, в том числе ставшие впоследствии наиболее известными, смущали и настораживали канадских издателей, многие из них публиковались на средства автора. С 1950 года работала на Канадском радио, в 1954—1960 гг. выступала как киносценарист. С середины 1950-х гг. публиковалась и время от времени жила в Париже, в 1965 году после смерти матери переселилась туда на несколько десятилетий. Вернулась в Монреаль в 1998 году.
Анна Эбер умерла в 2000 году от рака костей.

## Признание
- Национальный орден Квебека
- Трижды удостоена главной литературной награды Канады — премии генерал-губернатора (дважды — за беллетристику, один раз — за поэзию).
- Премия французских книготорговцев, Премия Бельгийской Королевской академии, Премия Французской Академии, Премия принца Монако
- Премия Фемина  (1982).
- В марте 2000 в Квебеке учреждена премия Анны Эбер за дебютный роман на французском языке.
- Литературная премия провинции Квебек

## Произведения

### Стихи
- Les Songes en équilibre / Равновесие сна (1942)
- Le Tombeau des rois / Королевская усыпальница (1953)
- Poèmes / Стихи (1960)
- Le Jour n’a d'égal que la nuit / Дню равна только ночь (1992)
- Œuvre poétique(1950—1990) / Стихи 1950—1990 (1993)
- Poèmes pour la main gauche / Стихи для левой руки (1997)

### Проза
- Le Torrent / Горная река (1950, новеллы).
- Lock-keeper (1953, сценарий короткометражного фильма)[3].
- The Charwoman / Уборщица (1954, сценарий короткометражного фильма)[3].
- Needles and Pins / Иглы и булавки (1955, сценарий короткометражного документального фильма)[3].
- Les Chambres de bois / Беззвучные комнаты (1958, роман).
- La canne à pêche / Удочка (1959, сценарий короткометражного документального фильма)[3].
- Saint-Denys Garneau (1960, сценарий короткометражного документального фильма)[3].
- L'étudiant / Студент (1961, сценарий короткометражного документального фильма)[3].
- Kamouraska (1970, роман, премия французских книготорговцев, премия Бельгийской Королевской академии; сценарий, экранизирован Клодом Жютра в 1973).
- Les Enfants du sabbat / Исчадия шабаша (1975, роман, премия Французской Академии, премия принца Монако).
- Héloïse / Элоиза (1980, роман).
- Les Fous de Bassan / Безумцы Бассана (1982, роман, французская премия «Фемина», экранизирован Ивом Симоно в 1986).
- L’Enfant chargé de songes / Ребёнок и его сны (1992, роман)
- Un Habit d’lumière / В одеянии света (1999, роман, литературная премия провинции Квебек).

### Пьесы
- L’Arche de midi / Полуденный ковчег (1951, драматическая поэма).
- La Mercière assassinée / Убитая продавщица (1958); экранизирована Жаном Фоше в 1958[3].
- Le Temps sauvage / Дикие времена (1963).

### Другие сочинения
- Dialogue sur la traduction / Диалог о переводе (1970)